# Noaillan
Noaillan település Franciaországban, Gironde megyében. Lakosainak száma 1698 fő (2022. január 1.). Noaillan Léogeats, Villandraut, Balizac, Le Nizan, Roaillan és Uzeste községekkel határos.

## Népesség
A település népességének változása:
| Lakosok száma | 779  | 762  | 858  | 1350 | 1615 | 1674 | 1679 | 1676 | 1671 | 1698 |
|               | 1968 | 1982 | 1990 | 2006 | 2013 | 2015 | 2017 | 2019 | 2020 | 2022 |